# ÖVP-Korruptions-Untersuchungsausschuss
Der ÖVP-Korruptions-Untersuchungsausschuss wurde am 9. Dezember 2021 vom Nationalrat der Republik Österreich eingesetzt und ist der 27. Untersuchungsausschuss der zweiten Republik. Er soll die ÖVP-Korruptionsaffäre und hierbei die Fragen aufklären, ob die ÖVP sich selbst als Partei und mit ihr verbundenen natürlichen und juristischen Personen rechtswidrig Vorteile durch Organe des Bundes verschafft hat. Die Befragungen der Auskunftspersonen in öffentlichen Sitzungen begannen am 2. März 2022 und endeten am 23. Oktober 2024.

## Anlass
Die österreichische Wirtschafts- und Korruptionsstaatsanwaltschaft (WKStA) vermutet, dass Mitglieder der ÖVP um Sebastian Kurz als damaligem Außenminister beginnend mit dem Jahr 2016 rechtswidrig budgetäre Mittel des österreichischen Finanzministeriums genutzt haben sollen, um gefälschte Meinungsumfragen erstellen zu lassen, damit diese in Medien der durch Inseratebuchungen bestochenen Mediengruppe Österreich zusammen mit positiver Berichterstattung platziert werden können. Ziel dabei soll es gewesen sein, auf diesem Wege die öffentliche Meinung zu beeinflussen, damit Sebastian Kurz der Aufstieg zum ÖVP-Obmann und österreichischen Bundeskanzler möglich wird, während seine Mitstreiter dabei ebenfalls durch politischen Aufstieg profitieren.
Die Öffentlichkeit hat davon am 6. Oktober 2021 Kenntnis erlangt, als die österreichische Wirtschafts- und Korruptionsstaatsanwaltschaft Hausdurchsuchungen im Bundeskanzleramt, im Finanzministerium und in der Parteizentrale der Österreichischen Volkspartei (ÖVP) durchführte. Tags darauf wurden in Form der 104-seitigen „Anordnung der Durchsuchung und Sicherstellung“ der Wirtschafts- und Korruptionsstaatsanwaltschaft auch die Namen der Beschuldigten, darunter Bundeskanzler Sebastian Kurz, öffentlich bekannt. Kernvorwürfe sind die Delikte Untreue und Bestechung beziehungsweise Bestechlichkeit. Die ÖVP-Bundespartei wird aufgrund des Verbandsverantwortlichkeitsgesetzes von der WKStA ebenfalls als Beschuldigte geführt, da die vermuteten Straftaten zu ihren Gunsten begangen worden sein sollen. Die Wirtschafts- und Korruptionsstaatsanwaltschaft geht davon aus, dass der Schaden 300.000 Euro übersteigt. Daraus ergäbe  sich im Fall der Untreue ein Strafrahmen von bis zu zehn Jahren Haft, im Fall von Amtsträgern bis zu fünfzehn Jahren.

## Untersuchungsgegenstand
Die Wirtschafts- und Korruptionsstaatsanwaltschaft führt Ermittlungen gegen zehn Personen. Zwei der Beschuldigten wurden in Untersuchungshaft genommen, die Meinungsforscherin Sabine Beinschab, die jedoch binnen 48 Stunden wieder auf freien Fuß gesetzt wurde und die sich seither um den Status einer Kronzeugin bemüht, und Sophie Karmasin, frühere parteifreie, von der ÖVP nominierte Familienministerin, die sich seit 2. März 2022 in U-Haft befindet. Der Untersuchungsausschuss soll die politischen Implikationen untersuchen, insbesondere, ob „budgetäre Mittel des Finanzministeriums zur Finanzierung von ausschließlich parteipolitisch motivierten, mitunter manipulierten Umfragen eines Meinungsforschungsunternehmens im Interesse einer politischen Partei und deren Spitzenfunktionär(en) verwendet“ wurden und ob sich die ÖVP selbst als Partei und ihre Mitglieder rechtswidrig Vorteile durch Organe des Bundes verschafft haben.

### Wortlaut des Einsetzungsverlangens
„Untersuchungsgegenstand ist das Gewähren von Vorteilen an mit der ÖVP verbundene natürliche und juristische Personen durch Organe der Vollziehung des Bundes im Zeitraum von 18. Dezember 2017 bis 11. Oktober 2021 sowie diesbezügliche Vorbereitungshandlungen auf Grundlage und ab Beginn des „Projekts Ballhausplatz“ auf Betreiben eines auf längere Zeit angelegten Zusammenschlusses einer größeren Anzahl von in Organen des Bundes tätigen Personen, bestehend aus der ÖVP zuzurechnenden Mitgliedern der Bundesregierung, StaatssekretärInnen sowie MitarbeiterInnen ihrer politischen Büros, zu parteipolitischen Zwecken und die damit gegebenenfalls zusammenhängende Umgehung oder Verletzung gesetzlicher Bestimmungen sowie der dadurch dem Bund gegebenenfalls entstandene Schaden.
Verlangen auf Einsetzung eines Untersuchungsausschusses gemäß § 33 Abs. 1 2. Satz GOG-NR
eingebracht von den Abgeordneten Krainer, Hafenecker und Krisper am 13. Oktober 2021“

### Untersuchungsgegenstand im Detail
Untersucht werden soll, ob die ÖVP und dieser zuzurechnende natürlich und juristische Personen zu Gunsten politischer Ziele der Partei und einzelner Parteimitglieder:
- die Ergebnisse von Meinungsumfragen mit Wissen des beauftragten Marktforschungsunternehmen hat beeinflussen lassen bzw. selbst bei der Beeinflussung der Ergebnisse aktiv mitgewirkt hat.
- zur Bezahlung dieser Meinungsumfragen budgetäre Mittel des Finanzministeriums verwendet hat und hierbei zur Verdeckung hat Scheinrechnungen ausstellen lassen.
- mittels Vergabe von Inseraten Medien bestochen hat, damit gefälschte Meinungsumfragen und darüber hinausgehende, beabsichtigte Berichterstattung platziert werden konnten um die öffentliche Meinung irreführend zu beeinflussen.
- Marktforschungsstudien für die strategische, innerparteiliche Verwendung mit budgetären Mitteln des Finanzministeriums bezahlt hat, zur Verdeckung hierfür hat Scheinrechnungen ausstellen lassen, oder ob sich hinter diesen Scheinrechnungen anderweitige Vorgänge vergleichbarer Art verbergen.
- Postenschacher betrieben hat.[5]
- parteinahen Personen wie Siegfried Wolf fiskale Verbindlichkeiten rechtswidrig erlassen und hierbei behilfliche Beamten mit Beförderung belohnt hat.[6][7]

## Untersuchungszeitraum
Der Zeitraum – 18. Dezember 2017 bis 11. Oktober 2021 – umfasst die Kanzlerschaft von Sebastian Kurz (und das Interregnum des Expertenkabinetts unter Bundeskanzlerin Bierlein). Untersucht werden soll auch die Vorbereitung der Kurz’schen Kanzlerschaft, das sogenannte Projekt Ballhausplatz. Zentrale Beweismittel sollen die Daten zweier Mobiltelefone sein – des vormaligen Generalsekretärs im Finanzministeriums, Thomas Schmid, und des ehemaligen Kabinettschefs im Innenministerium, Michael Kloibmüller.

## Zusammensetzung
Der Ausschuss besteht aus 13 Abgeordneten zum Nationalrat – fünf ÖVP, drei SPÖ, jeweils zwei FPÖ und Grüne, einer NEOS.
Die Parteien nominierten:
- ÖVP: Andreas Hanger (Fraktionsführer), Kurt Egger, Corinna Scharzenberger, Christian Stocker, Peter Weidinger
- SPÖ: Kai Jan Krainer (Fraktionsführer), Julia Herr, Christoph Matznetter
- FPÖ: Christian Hafenecker (Fraktionsführer), Susanne Fürst, FPÖ
- Grüne: Nina Tomaselli (Fraktionsführerin), David Stögmüller
- NEOS: Stephanie Krisper

Zum Verfahrensrichter wurde der ehemalige Vizepräsident des Oberlandesgerichts Wien, Wolfgang Pöschl, gewählt. Verfahrensanwältin ist die Richterin am Bundesverwaltungsgericht, Barbara Weiß. Stellvertretende Verfahrensrichterin wurde Richterin Christa Edwards vom Oberlandesgericht Wien, stellvertretender Verfahrensanwalt der Rechtsanwalt Andreas Joklik.

## Vorsitz
Statutengemäß wird der Vorsitz vom Präsidenten des Nationalrates, Wolfgang Sobotka (ÖVP), geführt – ohne Stimmrecht. Die Vorsitzführung Sobotkas wird von der Opposition und weiten Teilen der Zivilgesellschaft geschlossen abgelehnt, weil er (sowohl als früherer Innenminister als auch als ÖVP-Politiker und Präsident des Alois-Mock-Instituts) vom Untersuchungsgegenstand tangiert ist. Trotz Empfehlungen der Opposition hat der Nationalratspräsident diese Aufgabe nicht seiner ersten Stellvertreterin, Doris Bures (SPÖ), oder seinem zweiten Stellvertreter, Norbert Hofer (FPÖ), übertragen. Christina Pausackl nannte dies in der Wochenzeitschrift Die Zeit „untragbar“. Auch die Grünen, Koalitionspartner der ÖVP, empfahlen Sobotka den Verzicht auf die Vorsitzführung.
Am 30. März 2022 wurde bekannt, dass die WKStA Ermittlungen gegen Wolfgang Sobotka eingeleitet hat. Es besteht der Verdacht des Missbrauches der Amtsgewalt (§ 302 StGB) im Zusammenhang mit der Bestellung eines ÖVP-nahen Kandidaten zum stellvertretenden Landespolizeidirektor in Wien, beruhend auf Chat-Protokollen aus dem Handy von Sektionschef Michael Kloibmüller aus dem Jahre 2017. Immunität bestehe nicht, so die WKStA, da der Tatzeitraum lange vor der Abgeordneten-Tätigkeit Sobotkas lag. Die Causa drängte, denn es drohte Verjährung. Es drohen Ermittlungen in zwei weiteren Fällen vermuteter Bevorzugung von Parteigängern, einmal im Falle einer Bestellung, ein andermal im Falle einer Versetzung.

## Auskunftspersonen

### Mittwoch, 2. März 2022
- Karl Nehammer (amtierender ÖVP-Bundeskanzler)[17]
- Alexander Schütz
- Siegfried Wolf (wg. Steuercausa; hat sein Erscheinen abgesagt)[18]
- Thomas Schmid (ehemaliger ÖBAG-Vorstand; hat seinen Wohnsitz nach Amsterdam verlegt und sein Erscheinen abgesagt; gegenüber im Ausland wohnhafter Personen ist eine rechtliche Durchsetzung einer Ladung nicht möglich)[19]

### Donnerstag, 3. März 2022
- Peter Pilz (ehemaliges Nationalratsmitglied und Herausgeber von zackzack.at, früher bei den Grünen, dann eigene Liste)[20]
- Eduard Müller (Vorstand der Finanzmarktaufsicht, vormals Finanzminister)[21]

### Mittwoch, 9. März 2022
- Bernhard Weratschnig (Oberstaatsanwalt und Gruppenleiter der WKStA)[22]
- Michael K. (Thomas Schmids ehemaliger Kabinettsmitarbeiter im Finanzministerium)[23]

### Donnerstag, 10. März 2022
- Hannes Schuh (Leiter einer interne Revision im Finanzministerium zur Vergabe von Studien, Umfragen und Inseraten)[24]
- Gerhard W. (war als Fachvorstand für das Steuerverfahren von Siegfried Wolf zuständig)
- Gunter Mayr (Sektionschef für Steuerpolitik und -recht im Finanzministerium und Teil der Steuerreformkommission)

### Mittwoch, 30. März 2022
- Auskunftsperson: Alma Zadic (amtierende Justizministerin der Grünen)
- Auskunftsperson: Ilse-Maria Vrabl-Sanda (amtierende Leiterin der Wirtschafts- und Korruptionsstaatsanwaltschaft)

### Donnerstag, 31. März 2022
- Auskunftsperson:  Wolfgang Brandstetter  (früherer Justizminister, ÖVP)

## Erste Befragungen
Von Stefanie Krisper (NEOS) als „unwürdiges Schauspiel“ eingestuft wurde die Ablehnung kritischer Fragen seitens  Bundeskanzler Karl Nehammer und die Geschäftsführungsdebatten, die seitens der ÖVP-Abgeordneten in der ersten öffentlichen Sitzung inszeniert wurden.
Im Rahmen ihrer Befragung am 30. März 2022 sah sich Justizministerin Alma Zadic mit zahlreichen Vorwürfen konfrontiert, nicht sofort und nicht entschlossen genug gegen die mutmaßliche ÖVP-Korruptionsnetzwerke im Justizministerium vorgegangen zu sein. Besonders bekrittelt wurde, dass der Chef der Oberstaatsanwaltschaft Wien, Johann Fuchs, trotz schwerwiegender Vorwürfe immer noch nicht suspendiert worden sei. Die beiden ÖVP-nahen Beamten Johann Fuchs und Christian Pilnacek hatten die WKStA massiv in ihrer Arbeit behindert und sogar ventiliert, einige Korruptionsstaatsanwälte observieren zu lassen. Fuchs hatte darüber hinaus kurz vor der Beschlagnahme seines Mobiltelefons im März 2021 im Internet intensiv nach Informationen über Datenlöschung gesucht. Zadic verwies darauf, dass sie Fuchs ohnehin umgehend die Dienstaufsicht über die WKStA entzogen habe und es für Suspendierungen strenge gesetzliche Vorschriften gibt. Die Befragung wurde schließlich in nichtöffentlicher Sitzung in einem abhörsicheren Raum fortgesetzt. Die dort besprochenen Themen gelangten dennoch rasch an die Öffentlichkeit: Die Staatsanwaltschaft Innsbruck hatte Anklage gegen Fuchs erhoben, die Ministerin sprach noch am selben Tag die sofortige Suspendierung aus.